# Милошешти (Јаломица)
Милошешти (рум. Miloşeşti) насеље је у Румунији у округу Јаломица у општини Милошешти. Oпштина се налази на надморској висини од 48 m.

## Становништво
Према подацима из 2002. године у насељу је живело 3091 становника, од којих су сви румунске националности.

### Хронологија
| Година       | 1992 | 1993 | 1994 | 1995 | 1996 | 1997 | 1998 | 1999 | 2000 | 2001 | 2002 | 2003 | 2004 | 2005 | 2006 | 2007 | 2008 | 2009 | 2010 | 2011 | 2012 | 2013 | 2014 | 2015 | 2016 | 2017 |
| ------------ | ---- | ---- | ---- | ---- | ---- | ---- | ---- | ---- | ---- | ---- | ---- | ---- | ---- | ---- | ---- | ---- | ---- | ---- | ---- | ---- | ---- | ---- | ---- | ---- | ---- | ---- |
| Становништво | 3415 | 3362 | 3317 | 3303 | 3246 | 3214 | 3199 | 3193 | 3196 | 3181 | 3170 | 3165 | 3133 | 3080 | 3064 | 3033 | 2996 | 2942 | 2932 | 2901 | 2847 | 2787 | 2720 | 2687 | 2642 | 2592 |